# Sun God
Sun God,  est une   sculpture monumentale  de Niki de Saint Phalle inaugurée en 1983 sur le campus de l'Université de Californie à San Diego dans la ville de La Jolla. C'est le premier monument de la Stuart Collection d'art en plein air. Il est construit en fibre de verre  peinte. L'Oiseau de feu de la Fontaine Stravinsky  à Paris est un modèle réduit similaire, construit peu après la même année.

## Contexte
Il a été commandé à Niki de Saint Phalle  à une époque où  elle n'était considérée comme  grande artiste qu'aux États-Unis, où dès 1980 une quinzaine de ses œuvres figuraient dans les musées américains parmi lesquelles Tu es moi au Museum of Modern Art, Black Venus au Whitney Museum of American Art , La Nana 1968 Menil Collection, entre autres.
La France boudait cette sculpteuse dans laquelle la critique d'art essentiellement masculine, ne voyait  qu'une suiviste de Jean Tinguely. Elle a été la première a inaugurer un grand projet d'art en plein air qui s'est ensuite développé avec d'autres artistes : la "Stuart Collection".

## Le succès de Sun God
Sun God est devenu la mascotte officielle des étudiants qui ont organisé, vers la fin des années 1980 un festival d'art et de musique en son nom : le Sun God festival que l'on mentionne dans le guide  pour étudiants The Insider's Guide to the Colleges. un festival de musique qui prend chaque année de l'ampleur.

## Stuart Collection de l'Université de Californie à San Diego
Sun God a été suivi par des monuments d'autres artistes dont le dernier en date est celui de Do-ho Suh : Falling star. La Stuart Collection comprend plusieurs œuvres monumentales réalisées de 1983 à  2012 par  18 artistes en tout pour 18 œuvres dont Red Shoe (Le Soulier rouge) d'Elizabeth Murray, Sans titre de Michael Asher,  La Jolla project de Richard Fleischner.
Les 18 œuvres sont visibles sur le site de la Stuart Collection .